# Solimicrobium
Solimicrobium es un género de bacterias gramnegativas de la familia Oxalobacteraceae. Fue descrito en el año 2018. Actualmente (2024) solo contiene una especie Solimicrobium silvestre. Su etimología hace referencia a microbio del suelo. El nombre de la especie hace referencia a bosque. Es aerobia y móvil. Tiene un tamaño de 0,8 μm de ancho por 1,7-2 μm de largo. Forma colonias circulares, convexas, de color amarillo pálido y con márgenes enteros en agar R2A. También crece en agar TSA. Temperatura de crecimiento entre 0-25 °C, óptima de 15-25 °C. Catalasa y oxidasa positivas. Tiene un genoma de 5,2 Mpb y un contenido de G+C de 46,7%. Se ha aislado del suelo de bosque alpino en el Tirol, Italia. 